# طراحی تقطیر
طراحی تقطیر(به انگلیسی: Distillation Design) نام کتابی درباره طراحی سیستم‌های تقطیر صنعتی مانند برج‌های تقطیر نفت، گاز، صنایع پتروشیمی، دارویی و تقطیر الکل است. این کتاب در فوریه ۱۹۹۲ میلادی و توسط انتشارات مک‌گرا-هیل آمریکا چاپ شد. نویسنده این کتاب هنری کیستر است. ترجمه پارسی این کتاب توسط انتشارات اندیشه‌سرا چاپ شده‌است. 